# Жульєн Стефан
Жульєн Стефан (фр. Julien Stéphan, нар. 18 вересня 1980, Ренн) — французький футболіст, що грав на позиції півзахисника. По завершенні ігрової кар'єри — тренер.

## Ігрова кар'єра
Народився 1980 року у родині футболіста, а в майбутньому футбольного тренера, Гі Стефана. У дорослому футболі дебютував 1998 року виступами за другу команду «Парі Сен-Жермен», в якій провів три сезони.
Згодом був гравцем «Тулузи», паризького «Расінга» та «Стад Бріошен».
У 2005–2008 роках грав за «Друе», після чого зосередився на тренерській роботі.

## Кар'єра тренера
Паралельно з виступами за «Друе» тренував юнацьку команду клубу. Згодом тренував юнацькі команди клубів «Шатору» і «Лор'ян».
2012 року був запрошений на позицію тренера юнацької команди «Ренна», за три роки очолив його другу команду, а протягом 2018–2021 років був головний тренером основної команди клубу.
1 липня 2021 року був призначений головним тренером «Страсбура».

## Титули і досягнення

### Як тренера
- Володар Кубка Франції (1):

«Ренн»: 2018-2019